# Rheum acuminatum
Rheum acuminatum är en slideväxtart som beskrevs av Hook. f. & Thoms.. Rheum acuminatum ingår i släktet rabarbersläktet, och familjen slideväxter. Inga underarter finns listade i Catalogue of Life.